# 沙烏地阿拉伯商務辦事處
沙烏地阿拉伯商務辦事處（英語：Saudi Arabian Trade Office in Taipei，阿拉伯语：‎；Almaktab Alttijari Alearabiat Alssaeudiat fi Tayibih）是沙烏地阿拉伯王國在台灣設置的準官方代表機構，具有實質大使館功能。

## 外部連結
- 沙烏地阿拉伯商務辦事處 （页面存档备份，存于）
- 沙烏地阿拉伯商務辦事處的X（前Twitter）